# Enrico Toccacelo
Enrico Toccacelo (Roma, 14 dicembre 1978) è un pilota automobilistico italiano.

## Carriera
Ha esordito con i kart nel 1988 per proseguire con la Formula Renault e il campionato italiano di Formula 3 nel 1998 e 1999 (sei vittorie totali). Ancora F3 in Germania nel 2000 e in Russia nel 2001 mentre partecipa anche al Campionato Europeo Turismo con l'Alfa Romeo.
A partire dal 2001 ha partecipato a quattro stagioni di Formula 3000 cogliendo 3 vittorie e arrivando 2º nel campionato 2004. Nel 2005 ha gareggiato nelle World Series by Renault dove ha vinto la corsa inaugurale di Zolder e sempre nel 2005 è stato pilota di riserva e collaudatore per la Minardi in Formula 1, partecipando alle prove libere in Turchia, Italia e Belgio.
Gareggia per il team italiano nella prima stagione (2005-06) della serie A1 Grand Prix cogliendo la vittoria nella feature race svolta sul circuito di Pechino il 12 novembre 2006.
Nel 2007 passa alle vetture GT, infatti partecipa al campionato FIA GT con la BMS Scuderia Italia alla guida di una Aston Martin DBR9 di classe GT1.
Nel 2008 torna a correre con le monoposto nella neonata categoria Superleague Formula, dapprima con la vettura della Roma gestita dal team FMS e poi con il team Zakspeed con i colori del Borussia Dortmund. Nel 2010 partecipa all'International GT Open con una Ferrari F430 GT2, finendo terzo in classifica generale.

## Risultati sportivi

### Formula 3000
| Anno | Team              | 1     | 2      | 3     | 4       | 5       | 6       | 7     | 8       | 9       | 10      | 11      | 12      | DC | Punti |
| ---- | ----------------- | ----- | ------ | ----- | ------- | ------- | ------- | ----- | ------- | ------- | ------- | ------- | ------- | -- | ----- |
| 2001 | Team Astromega    | INT   | IMO    | CAT   | A1R     | MON     | NUR     | MAG   | SIL     | HOC 13  | HUN Ret | SPA 17  | MNZ Ret | NC | 0     |
| 2002 | Coloni F3000      | INT 6 | IMO 12 | CAT 6 | A1R 6   | MON Ret | NUR Ret | SIL 8 | MAG 6   | HOC Ret | HUN 1   | SPA Ret | MNZ Ret | 9º | 14    |
| 2003 | Super Nova Racing | IMO 5 | CAT 3  | A1R 5 | MON Ret | NUR 1   | MAG 13  | SIL 6 | HOC Ret | HUN 7   | MNZ 8   |         |         | 6º | 30    |
| 2004 | BCN F3000         | IMO 2 | CAT 2  | MON 2 | NUR 1   | MAG 12  | SIL 2   | HOC 2 | HUN 3   | SPA 12  | MNZ Ret |         |         | 2º | 56    |

### Formula 1
| 2005 | Scuderia | Vettura      |  |  |  |  |  |  |  |  |  |  |  |  |  |    |    |    |  |  |  | Punti | Pos. |
| ---- | -------- | ------------ |  |  |  |  |  |  |  |  |  |  |  |  |  | -- | -- | -- |  |  |  | ----- | ---- |
| 2005 | Minardi  | Minardi PS05 |  |  |  |  |  |  |  |  |  |  |  |  |  | TP | TP | TP |  |  |  | –     |      |

| Legenda | 1º posto     | 2º posto | 3º posto    | A punti         | Senza punti/Non class.  | Grassetto – Pole position Corsivo – Giro più veloce |
| Legenda | Squalificato | Ritirato | Non partito | Non qualificato | Solo prove/Terzo pilota | Grassetto – Pole position Corsivo – Giro più veloce |

### A1 Grand Prix
| Anno    | Squadra    | 1          | 2           | 3          | 4           | 5          | 6           | 7           | 8           | 9          | 10        | 11        | 12         | 13           | 14            | 15         | 16          | 17        | 18        | 19         | 20        | 21         | 22        | DC  | Punti |
| ------- | ---------- | ---------- | ----------- | ---------- | ----------- | ---------- | ----------- | ----------- | ----------- | ---------- | --------- | --------- | ---------- | ------------ | ------------- | ---------- | ----------- | --------- | --------- | ---------- | --------- | ---------- | --------- | --- | ----- |
| 2005–06 | Italy      | GBR SPR 16 | GBR FEA Rit | GER SPR 17 | GER FEA Rit | POR SPR 11 | POR FEA 7   | AUS SPR 10  | AUS FEA Rit | MYS SPR 17 | MYS FEA 4 | UAE SPR 2 | UAE FEA 11 | RSA SPR 11 † | RSA FEA Ret † | IDN SPR    | IDN FEA     | MEX SPR 3 | MEX FEA 5 | USA SPR    | USA FEA   | CHN SPR 16 | CHN FEA 9 | 14º | 46    |
| 2006–07 | Team Italy | NED SPR    | NED FEA     | CZE SPR    | CZE FEA     | CHN SPR 3  | CHN FEA 1   | MYS SPR Ret | MYS FEA 13  | IDN SPR 11 | IDN FEA 4 | NZL SPR 9 | NZL FEA 8  | AUS SPR 15   | AUS FEA 12    | RSA SPR 12 | RSA FEA Ret | MEX SPR 7 | MEX FEA 4 | CHN SPR 10 | CHN FEA 7 | GBR SPR 3  | GBR SPR 3 | 7º  | 52    |
| 2007–08 | Team Italy | NED SPR 12 | NED FEA 14  | CZE SPR 14 | CZE FEA 10  | MYS SPR 8  | MYS FEA Ret | CHN SPR     | CHN FEA     | NZL SPR    | NZL FEA   | AUS SPR   | AUS FEA    | RSA SPR      | RSA FEA       | MEX SPR    | MEX FEA     | CHN SPR   | CHN FEA   | GBR SPR    | GBR SPR   |            |           | 18º | 12    |

### Superleague Formula
| Anno | Team              | Club              | 1   | 1   | 2   | 2   | 3   | 3   | 4   | 4   | 5   | 5   | 6   | 6   | Posizione | Punti |
| 2008 | Roma              | FMS International | DON | DON | NÜR | NÜR | ZOL | ZOL |     |     |     |     |     |     | 5º        | 307   |
| ---- | ----------------- | ----------------- | --- | --- | --- | --- | --- | --- | --- | --- | --- | --- | --- | --- | --------- | ----- |
| 2008 | Roma              | FMS International | 2   | 10  | 17  | 4   | 13  | 7   |     |     |     |     |     |     | 5º        | 307   |
| 2008 | Borussia Dortmund | Zakspeed          |     |     |     |     |     |     | EST | EST | VAL | VAL | JER | JER | 14º       | 218   |
| 2008 | Borussia Dortmund | Zakspeed          |     |     |     |     |     |     | 17  | 6   | 18  | 14  |     |     | 14º       | 218   |

### FIA GT
| Anno | Squadra              | Vettura          | 1      | 2      | 3      | 4      | 5      | 6        | 7      | 8      | 9      | 10     | 11     | 12     | 13     | 14     | 15     | 16     | Punti | Posizione |
| ---- | -------------------- | ---------------- | ------ | ------ | ------ | ------ | ------ | -------- | ------ | ------ | ------ | ------ | ------ | ------ | ------ | ------ | ------ | ------ | ----- | --------- |
| 2010 | Racing Team EdilCris | Ferrari F430 GT2 | VAL1 2 | VAL2 9 | NUR1 3 | NUR2 7 | IMO1 2 | IMO2 Rit | SPA1 1 | SPA2 5 | MAG1 2 | MAG2 4 | BRH1 3 | BRH2 4 | MON1 1 | MON2 2 | CAT1 3 | CAT2 6 | 81    | 3º        |